# Паспорт громадянина України
Па́спорт громадяни́на Украї́ни — документ, що підтверджує особу і громадянство України його власника. Видається кожному громадянину України Державною міграційною службою України. 
Паспорт дійсний для укладання цивільно-правових угод, здійснення банківських операцій, оформлення доручень іншим особам для представництва перед третьою особою на території України, якщо інше не передбачено міжнародними договорами України. Також дійсний для перетину кордону для подорожей до певного переліку країн.
З 2020 року цифрова версія паспорту доступна в застосунку «Дія», що робить Україну першою країною в світі, що впровадила таку послугу для громадян.[неавторитетне джерело]
30 березня 2021 року Верховна Рада України внесла зміни до Закону України «Про Єдиний державний демографічний реєстр та документи, що підтверджують громадянство України, посвідчують особу чи її спеціальний статус» та ввела поняття «е-паспорт», прирівнявши їх до звичайних паспортів на законодавчому рівні, зміни набрали чинності 23 серпня 2021 року.

## Сучасний пластиковий паспорт зразка 2016 року (ID-картка)
З 22 грудня 2015 року було затверджено нові зразки бланків паспорта (з безконтактним електронним носієм та без нього) і саме такі паспорти почали оформлюватися та видаватися з 1 січня 2016 року виключно особам, яким паспорт громадянина України оформляється вперше (з 16-річного віку, — на кожні 10 років). З 1 жовтня 2016 року нові паспорти видаються всім громадянам України (особам з чотирнадцятирічного до вісімнадцятирічного віку, — на чотири роки; особам, які досягли вісімнадцятирічного віку, — на кожні 10 років). З 1 листопада 2016 року не видаються паспорти що не містять безконтактного електронного носія, а також був доданий РНОКПП на зворотній бік паспорта.
Паспорти зразка 1994 року залишаються чинними, але згідно зі змінами до законодавства з 5 жовтня 2018 року їх можна замінити на новий за бажанням або примусово, якщо при досягненні особою 25- чи 45-річного віку не була вклеєна нова фотокартка у місячний строк.
Паспорт нового зразка виготовляється у формі пластикової картки, виготовленої з багатошарового полікарбонату. Розмір картки становить 54х85,6 мм, що відповідає формату ID-1. На лицьовому боці паспорта міститься така інформація:
- Прізвище, ім'я та по батькові
- Стать (жіноча — «Ж/F», чоловіча — «Ч/М»)
- Дата народження
- Термін дії
- Громадянство («УКРАЇНА/UKR»)
- Номер запису в Єдиному державному демографічному реєстрі
- Номер паспорта (тринадцять цифр)
- Відцифрований образ обличчя особи[14]
- Відцифрований підпис особи

На зворотньому боці:
- Дата видачі
- РНОКПП (на паспортах виданих після 1 листопада 2016 року[12], 10 цифр або слово «відмова»)
- Орган, що видав
- Місце народження
- Машинозчитувана зона (МЗЗ)

Найменування полів та реквізити зазначаються українською та англійською мовами. Прізвище, ім'я, по батькові особи та місце народження вказуються українською мовою та латинськими літерами відповідно до правил транслітерації. Паспорт має 17 елементів захисту, які дозволяють перевірити справжність ідентифікаційного документа без застосування додаткових експертних заходів.
МЗЗ складається з трьох рядків по 30 символів та містить відомості про особу — прізвище та ім'я, громадянство, дату народження, стать та унікальний номер запису в Єдиному державному демографічному реєстрі; дані про документ — тип та номер документа, дата закінчення строку дії документа та код держави, що видала документ, відповідно до визначеної структури. Структура рядків машинозчитуваних даних передбачає чотири контрольних цифри, для визначення яких використовується спеціальне обчислення (описане у частині 3 документа Doc 9303).
У паспорт імплантовано безконтактний електронний носій (Infineon SLE78CLFX4000P, скорочено — БЕН), до якого вноситься інформація, яка зазначена на лицьовому та зворотному боці паспорта, додаткова змінна інформація (про місце проживання, про народження дітей, про шлюб і розірвання шлюбу, про зміну імені, РНОКПП), біометричні дані (відцифрований образ обличчя, відцифрований підпис особи, відцифровані відбитки пальців рук), а також засоби електронного цифрового підпису та засоби шифрування.
Дані зберігаються згідно з рекомендаціями ICAO Doc 9303 та BSI TR-03110.
Відцифровані відбитки пальців рук вносяться до БЕН внутрішнього паспорту в лише за згодою особи (на відміну від закордонного), та після видачі документа вилучаються та знищуються з відомчої інформаційної системи. Після вилучення та знищення відцифрованих відбитків пальців рук особи у Єдиному державному демографічному реєстрі зберігаються їх шаблони, які використовуються з метою ідентифікації особи.
Для зчитування інформації з БЕН потрібно відсканувати МЗЗ або ввести CAN код (останні шість цифр номеру документу, який нанесено на лицьовому боці паспорта). Для ідентифікації та авторизації доступу під час здійснення операцій внесення додаткової змінної інформації до БЕН використовується PIN1/PUK1. Для здійснення операцій зчитування або внесення змін до захищених груп даних БЕН використовується PIN2/PUK2. Коди PIN1/PUK1 та PIN2/PUK2 особа зобов'язана змінити з початкових (0000 та 00000000) під час отримання паспорта.
6 січня 2017 року було запроваджено внесення кваліфікованого електронного підпису (КЕП) до БЕН. Для доступу до КЕП потрібно знати PIN2.
З 18 травня 2018 року послуги електронного цифрового підпису внесення засобів кваліфікованого електронного підпису (КЕП) до БЕН можуть надаватися працівниками ДМС але фактичне внесення почалося лише з 5 лютого 2020 року.
З 8 серпня 2020 року РНОКПП на зворотному боці паспорта має таку ж юридичну силу, як і довідка про присвоєння РНОКПП.

## Е-паспорт (цифровий зразок ID-картки)
Е-паспорт — цифровий зразок ID-картки або біометричного закордонного паспорту і доступний лише тим українцям, які фізично мають перелічені документи.
15 квітня 2020 року Кабінет Міністрів України в якості експериментального проєкту ухвалив постанову про електронні паспорти в мобільному додатку «Дія», прирівнявши їх до паперових документів і визнавши, що паспорти у смартфоні офіційно є цифровими аналогами паперових документів.
23 серпня 2021 року набрали чинності зміни до закону «Про Єдиний державний демографічний реєстр та документи, що підтверджують громадянство України, посвідчують особу чи її спеціальний статус». Закон передбачає, що внутрішній і закордонний паспорти можуть відображатися в електронній формі і встановлює поняття «е-паспорт» (паспорт громадянина України у формі електронного відображення інформації, що міститься у паперовому варіанті паспорта, оформленому засобами Реєстру, разом з унікальним електронним ідентифікатором) та «е-паспорт для виїзду за кордон» (паспорт громадянина України для виїзду за кордон у формі електронного відображення інформації, що міститься у паспорті, оформленому засобами Реєстру, разом з унікальним електронним ідентифікатором). Законом також встановлюється, що внутрішній і закордонний е-паспорти формуються безоплатно і що (за певними винятками) вони не використовуються у разі перетинання державного кордону України.
У пресслужбі Офісу Президента України відзначили, що це дає змогу використовувати цифрові документи, зокрема, під час подорожей залізницею або літаком у межах України; під час медичного обслуговування чи банківських операцій; для отримання адміністративних, готельних, телекомунікаційних, бібліотечних послуг та пошти; під час придбання товарів у магазині й для підтвердження особи на запит поліції та правоохоронних органів.
2 вересня 2021 року набрав чинності «Порядок формування та перевірки е-паспорта і е-паспорта для виїзду за кордон, їх електронних копій» який замінив собою експериментальний проєкт.

## Паспорт зразка 1994 року

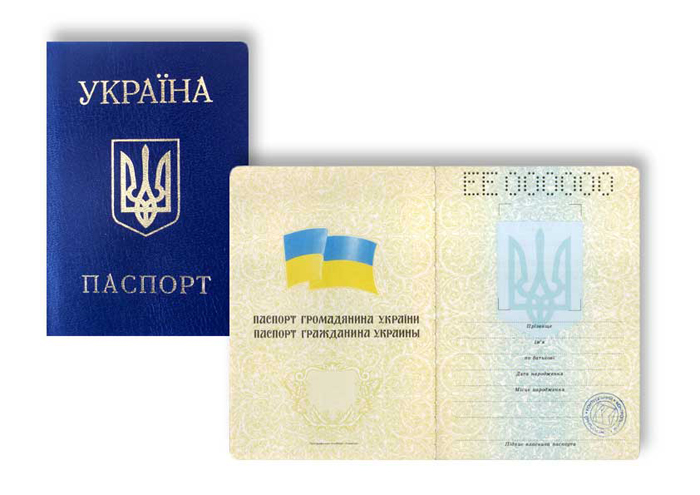
Паспорт громадянина України зразка 1994 року

26 червня 1992 року Верховна Рада України ухвалила постанову № 2503-XII «Про затвердження положень про паспорт громадянина України та свідоцтво про народження» та КМУ
затвердив зразок бланка паспорта громадянина України постановою № 353 від 4 червня 1994 року.

### Структура паспорта
Видача паспорта здійснювалося в такому порядку:
- 1. Перша сторінка: У перші три рядки вносяться дані в називному відмінку про прізвище, ім'я та по батькові громадянина українською мовою, якщо інше не випливає із закону або звичаю національної меншини, до якої він належить;

у рядку Дата народження запис учиняється словесно-цифровим способом;
у рядку Місце народження записи щодо громадян, які народилися на території України, учиняються відповідно до даних, що містяться у свідоцтві про народження, а щодо громадян, які народилися за межами України, — відповідно до поданих документів. При цьому вносяться: У разі народження:
- 1.1. У місті Києві та місті Севастополі — назва міста;
- 1.2. У містах обласного чи республіканського (Автономної Республіки Крим) значення — назва міста й області (Автономної Республіки Крим), до складу якої воно входить;
- 1.3. У решті населених пунктів — назва населеного пункту, району, області (Автономної Республіки Крим);
- 1.4. За кордоном — відомості відповідно до документа, що посвідчує факт реєстрації народження особи, або паспорта, що підлягає обміну, з обов'язковим зазначенням країни народження. На першу сторінку паспорта, у призначену для цієї мети рамку, вклеюється фотокартка особи, якій оформлюється паспорт.

Перед уклеюванням фотокартки в нижній частині рамки зазначаються прізвище та ініціали власника паспорта.
- 2. Друга сторінка: У перші три рядки вносяться дані в називному відмінку про прізвище, ім'я та по батькові громадянина російською мовою;
у четвертий та п'ятий рядки — дані про дату та місце народження російською мовою;
у шостому рядку зазначається стать особи українською та російською мовами;
у рядках Ким виданий паспорт записи про орган, що видав паспорт, робляться українською та російською мовами.
- 3. Сторінки від сьомої до дев'ятої: Призначені для особливих відміток: проставляються лише відмітки, унесення яких до паспорта покладено на Державну міграційну службу України. Інформація про внесення в паспорт таких відміток вноситься до графи Службові відмітки на зворотному боці заяви про видачу паспорта.
- 4. На десятій сторінці: Відповідно до поданих документів робляться відмітки про сімейний стан власника паспорта. Зразки штампів для внесення відміток про реєстрацію шлюбу або про розірвання шлюбу наведено у додатку 2 до цього Порядку. На зворотному боці заяви в графі Службові відмітки зазначається попереднє прізвище особи.
- 5. На сторінках від одинадцятої до шістнадцятої: Проставляється штамп реєстрації місця проживання особи (додаток 3) та штамп зняття з реєстрації місця проживання особи (додаток 4), які заповнюються відповідно до поданих документів. При обміні паспорта відомості про реєстрацію (зняття з реєстрації) місця проживання переносяться із паспорта, що підлягає обміну. Зазначені штампи не проставляються, якщо оформити реєстрацію водночас з оформленням паспорта немає можливості. Після оформлення паспорта до графи 10 заяви вносяться дані про серію, номер і дату видачі паспорта, прізвище та ініціали працівника, який оформив паспорт. Працівник, який оформив паспорт, ставить свій підпис, після чого реквізити паспорта вносяться до Книги обліку надходження і витрачання бланків паспортів (додаток 5) (далі — Книга обліку).

Правильність оформлення паспорта разом з підставами для оформлення перевіряється посадовою особою територіального підрозділу, яка за своїми службовими обов'язками відповідає за оформлення та видачу паспорта громадянина України, про що робиться відповідна відмітка в графі 11 заяви. Після перевірки на фотокартці, уклеєній у паспорт, проставляється рельєфний відбиток печатки, а на другій сторінці паспорта вчиняється підпис посадової особи територіального підрозділу. Підпис скріплюється гербовою печаткою. Номери гербової печатки та рельєфного відбитка печатки повинні бути чіткими і збігатися.

### Видача паспорта
Паспорт громадянина України видається територіальними підрозділами Державної міграційної служби України за місцем проживання громадянина України з 14 років, а в подальшому в разі необхідності обмінюється, видається замість втраченого, викраденого або зіпсованого.
Безхатнім громадянам паспорти видаються за місцем реєстрації їх переважного місцезнаходження. Видача та обмін паспорта проводиться в місячний термін.
Для оформлення паспорта особа подає основні документи:
- Заява про видачу паспорта;
- Заява заповнюється особисто заявником від руки, розбірливим почерком, з вичерпними відповідями на всі питання, без скорочень і абревіатур. Допускається заповнення заяви іншими особами за осіб з фізичними вадами, психічно хворих та ін, про що вноситься відповідна відмітка в графу «службові відмітки» заяви;
- Заяву та документи, оформлені неналежним чином до розгляду не приймаються і повертаються заявникові;
- Свідоцтво про народження;
- Дві фотокартки розміром 3,5х4,5 см. Фотокартки, що подаються для оформлення паспорта, повинні бути виконані з одного негатива, із зображенням обличчя виключно анфас, без головного убору, виготовленими на тонкому білому або кольоровому фотопапері без кутка. Для громадян, які постійно носять окуляри, обов'язкове фотографування в окулярах;
- Квитанцію про сплату державного мита або копію документа про звільнення від сплати державного мита.

Додаткові документи (у разі необхідності):
- Довідку про реєстрацію особи громадянином України або свідоцтво про належність до громадянства України;
- Довідку про повернення особи на проживання в Україні з відповідною відміткою в паспорті громадянина України для виїзду за кордон, видану працівниками територіального органу служби громадянства, імміграції та реєстрації фізичних осіб головних управлінь, управлінь МВС України в Автономній Республіці Крим, областях, містах Києві та Севастополі або паспорт громадянина України для виїзду за кордон — для громадян України, які постійно проживали за кордоном, після повернення їх на проживання в Україні;
- Довідку про звільнення з установи виконання покарань, якщо до засудження особа не мала паспорта або паспорт у нього не вилучався і до особової справи долучений не був;
- Посвідчення про взяття на облік, видане відповідним спеціалізованим закладом, який здійснює облік бездомних громадян (для бездомних громадян).

Для вклеювання до паспорта нових фотографій при досягненні громадянином 25- і 45-річного віку подаються паспорт і дві фотографії зазначеного розміру.
Оригінали документів повертаються особі разом з оформленим паспортом.

### Обмін паспорта
Обмін паспорта проводиться в місячний термін за місцем постійного проживання громадянина. Вклеювання до паспорта нових фотографій при досягненні громадянином 25 — і 45-річного віку здійснюється у п'ятиденний термін.
Обмін паспорта здійснюється у випадках:
- Зміни прізвища, імені або по батькові;
- Встановлення відмінностей у записах;
- Непридатності для користування.

Для обміну паспорта громадянин зобов'язаний подати:
- Заяву за формою, встановленою Міністерством внутрішніх справ України;
- Паспорт, що підлягає обміну;
- Дві фотокартки розміром 3,5х4,5 см.

Для обміну паспорта у зв'язку зі зміною прізвища, імені або по батькові або встановленням розбіжностей у записах подаються також документи, що підтверджують ці обставини.
Про втрату паспорта громадянин зобов'язаний терміново повідомити паспортну службу, яка видає тимчасове посвідчення, яке підтверджує його особу. Форма тимчасового посвідчення, порядок його видачі встановлюються Міністерством внутрішніх справ України.
Для обміну паспорта і вклеювання до нього нових фотографій громадянин подає документи і фотографії не пізніше ніж через місяць після досягнення відповідного віку чи зміни прізвища, імені або по батькові, встановлення розбіжностей у записах чи непридатності паспорта для користування.

### Здача паспорта
- Паспорт померлого здається до органів запису актів громадянського стану, який після реєстрації смерті громадянина надсилає його до паспортної служби.
- Якщо втрачений паспорт був знайдений, він підлягає здачі в орган внутрішніх справ.
- У особи, взятої під варту або засудженого до позбавлення волі, паспорт вилучається органами дізнання, досудового слідства або судом. При звільненні з-під варти або від відбування покарання паспорт повертається його власнику.
- Паспорт особи, яка припинила громадянство України відповідно до статті 19 Закону України «Про громадянство України», підлягає поверненню до паспортної служби.

## Проєкти паспортів, що не втілилися в життя

### Проєкт зразка 2013 року (ID-картка)
Україна 22 листопада 2010 року у м. Брюссель на саміті Україна — Європейський Союз, взяла на себе зобов'язання перед ЄС щодо отримання громадянами України права безвізового режиму в'їзду та переміщення територією країн ЄС.
З метою виконання Україною зобов'язань перед ЄС на шляху до отримання повноправного членства, був прийнятий та з 6 грудня 2012 року набрав чинності закон «Про Єдиний державний демографічний реєстр та документи, що підтверджують громадянство України, посвідчують особу чи її спеціальний статус». Згідно з цим Законом в Україні розпочато ведення нового реєстру осіб та роботи із запровадження оформлення та видачі паспорта громадянина України, що містить безконтактний електронний носій із біометричними даними власника документу. Планується оформлення паспорта громадянина України всім особам, починаючи від народження та незалежно від віку, на кожні 10 років.
Перші зразки та технічні описи бланків паспорта громадянина України у формі пластикової картки типу ID-1 були затверджені постановою КМУ та набрали чинності з 28 березня 2013 року:
- Бланк паспорта громадянина України з безконтактним електронним носієм (безконтактний електронний носій інформації забезпечує одноразовий запис та багаторазове зчитування даних згідно зі стандартом ISO/IEC 14443A);
- Бланк паспорта громадянина України, що не містить безконтактного електронного носія;
- Бланк паспорта громадянина України, інформація на безконтактний електронний носій якого не вноситься.

З 15 червня 2013 року дію цієї постанови було призупинено.

### Проєкт зразка 2015 року (ID-картка)
Нові зразки та технічні описи бланків паспорта громадянина України у формі картки (з безконтактним електронним носієм та без нього) були затверджені постановою КМУ та набули чинності з 21 травня 2015 року. Планувалась видача паспортів такого зразка з 1 січня 2016 року, проте з 22 грудня 2015 року було знову змінено зразки бланків паспорта.